# Samaris
Samaris is een geslacht van straalvinnige vissen uit de familie van schollen (Samaridae). Het geslacht is voor het eerst wetenschappelijk beschreven in 1831 door Gray.

## Soorten
- Samaris chesterfieldensis Mihara & Amaoka, 2004
- Samaris costae Quéro, Hensley & Maugé, 1989
- Samaris cristatus Gray, 1831
- Samaris macrolepis Norman, 1927
- Samaris spinea Mihara & Amaoka, 2004